# Vérmező
Le Vérmező est un jardin public du 1er arrondissement de Budapest, dans le quartier de Krisztinaváros.